# Horgoš
Horgoš (serbisch-kyrillisch Хоргош, ungarisch Horgos) ist ein Dorf der Opština Kanjiža im Okrug Severni Banat in der serbischen Provinz Vojvodina. Die Einwohnerzahl beträgt 6.325 (2002). 83,8 % der Einwohner sind Ungarn. Der Ort ist bekannt für seine Paprika – Horgoška paprika. In der Nähe des Dorfes befindet sich der wichtigste Grenzübergang zwischen Serbien und Ungarn.

## Geschichte
Die Herkunft des Namens Horgoš ist ungarisch (altung. Horgas) und bedeutet so viel wie ‚Hakenförmig‘ oder ‚Engpass‘.
Der Ort gehörte im Königreich Ungarn historisch zur Batschka. Administrativ war er mehrere Jahrhunderte Teil des Komitats Csongrád. Mit der Eingliederung in das Königreich der Serben, Kroaten und Slowenen wurde er 1920 wieder der Batschka zugeordnet, während er heute administrativ zum Nord-Banat gehört.

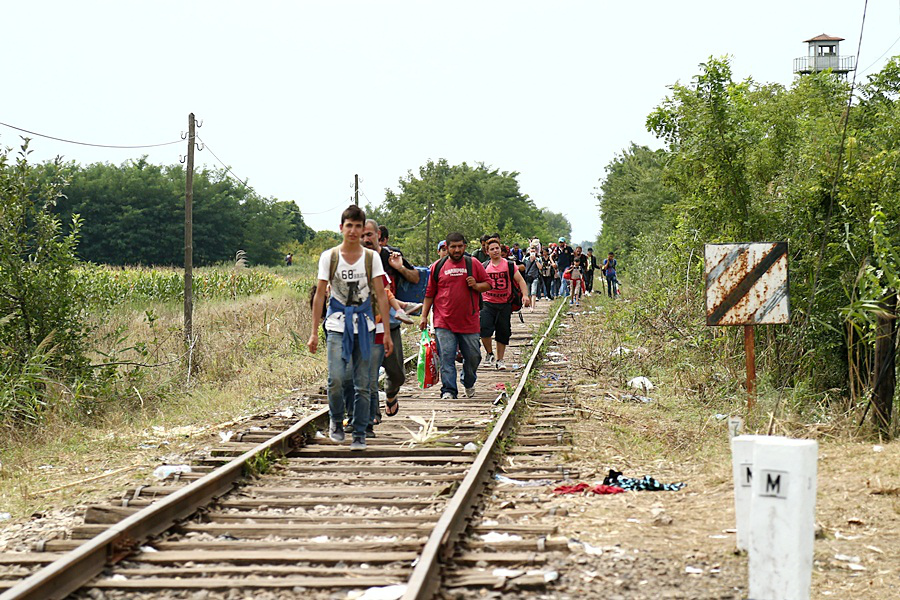
Migranten auf dem Bahnstück Horgoš–Röszke

2015 geriet der Ort in den Fokus der internationalen Aufmerksamkeit, als im Zuge der Flüchtlingskrise in Europa Ungarn seinen Grenzzaun zu Serbien errichtete. Das Bahnstück Röszke–Horgoš der Bahnstrecke Szeged–Röszke–Subotica diente während des Baues bis zuletzt als Hauptstrecke der Flüchtlinge auf der Balkanroute. Hier passierten Anfang September des Jahres täglich mehrere tausende Menschen, die versuchten, von Griechenland aus Deutschland oder andere EU-Länder zu erreichen. Zwischen Dorf und Staatsgrenze herrschten in Wartecamps ohne Wasser und Infrastruktur völlig chaotische Zustände. Per 14. September wurde dann diese Bahnlinie als letzte Baumaßnahme ungarischerseits mit einem Eisentor verschlossen. An der Grenze stauten sich nun binnen eines Tages an die 20.000 Menschen, die noch versuchen wollten, Ungarn zu erreichen. Am Grenzübergang kam es zu Tumulten, bei denen die ungarischen Sicherheitskräfte  einen Durchbruch der Absperrungen verhinderten. In Folge sperrte Ungarn den Grenzübergang für 30 Tage vollständig. Die Verbliebenen machten sich teils selbstständig auf an die serbisch-kroatische Grenze bei Šid/Tovarnik, das nun zum Brennpunkt der Flüchtlingskrise wurde, die anderen wurden von den serbischen Behörden mit Bussen dorthin verlegt. Bei Horgoš/Röszke flaute der Flüchtlingsstrom binnen Tagen ab, durch die Informationen in sozialen Medien reagierten die Migranten sehr schnell auf die veränderte Situation.
Ende Mai 2016 campierten wieder Flüchtlinge in Horgoš; Ungarn verbot dem UNHCR, große Zelte zu errichten oder kleine Zelte an Flüchtlinge zu verteilen.

## Bevölkerung

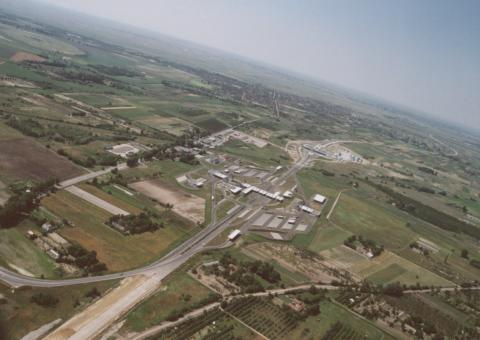
Luftbild des Grenzüberganges Horgoš/Röszke

| Jahr      | 1948  | 1953  | 1961  | 1971  | 1981  | 1991  | 2002  | 2010  |
| --------- | ----- | ----- | ----- | ----- | ----- | ----- | ----- | ----- |
| Einwohner | 7.902 | 7.768 | 7.871 | 7.823 | 7.640 | 7.201 | 6.325 | 5.766 |

| Nationalität  | Anzahl | %     |
| Ungarn        | 5302   | 83,83 |
| Serben        | 436    | 6,89  |
| Roma          | 298    | 4,71  |
| Montenegriner | 23     | 0,36  |
| Kroaten       | 20     | 0,32  |
| andere        | 132    | 2,09  |

## Religion
Die Mehrheit der Einwohner des Dorfes ist römisch-katholischer Konfession. Es gibt aber auch eine Minderheit serbisch-orthodoxer Christen in Horgoš.
Im Ort steht die römisch-katholische Kirche St. Johannes Nepomuk. Im Dorf gibt es auch eine serbisch-orthodoxe Christi-Verklärungs-Kirche, welche als Filialkirche zur Pfarrei Kanjiža gehört.

## Söhne und Töchter des Dorfes
- Aleksandar Tišma (1924–2003), Schriftsteller
- László Huzsvár (1931–2016), Bischof von Zrenjanin